# Рекерія
Рекерія (рум. Răcăria) — село в Ришканському районі Молдови. Адміністративний центр однойменної комуни, до складу якої також входить село Ушурей.
Більшість населення — українці. Згідно з даними перепису 2004 року — 1155 осіб (81 %).

## Населення

### Національність
Розподіл населення за національністю за даними перепису 2004 року:
| Мова             | Відсоток |
| ---------------- | -------- |
| українці         | 81,05 %  |
| молдовани/румуни | 17,19 %  |
| росіяни          | 1,47 %   |
| інші             | 0,28 %   |